# Distretto di Pueblo Libre (Ancash)
Il distretto di Pueblo Libre è un distretto del Perù nella provincia di Huaylas (regione di Ancash) con 6.897 abitanti al censimento 2007 dei quali 377 urbani e 6.520 rurali.
È stato istituito il 2 gennaio 1857.